# Thomas Oldfield
Pour les articles homonymes, voir Oldfield.
Thomas Oldfield est un compositeur anglais, actif vers la fin du XVIe siècle, auteur d'une pièce contenue dans le Fitzwilliam Virginal Book. 
Ni le New Grove Dictionary of Music and Musicians , ni le MGG , les deux grands encyclopédies de référence, ne mentionnent son nom.
Parmi les principaux ouvrages spécialisés , seul Van den Borren le mentionne, précisant qu’on ne connaît de ce musicien que son nom .
Des recherches sommaires ont indiqué l’existence de deux personnes répondant au nom de Thomas Oldfield et vivant en Angleterre aux environs de 1600 :
Thomas Oldfield of Bradwall, Cheshire (né le 28 juin 1575 – inhumé le 15 janvier 1626 ou 1627), fils de Philipp Oldfield of Middlewich & Bradwall et de Eleanor Berington ;
Sir Thomas Oldfield, qui vivait à Spalding, dans le Lincolnshire en Angleterre ; sa fille Sarah Oldfield épousa Sir Henry Appleton, 3e baronet, et ils eurent un fils, Sir Henry Appleton, 4e baronet, né vers 1647 .